# Венденський повіт

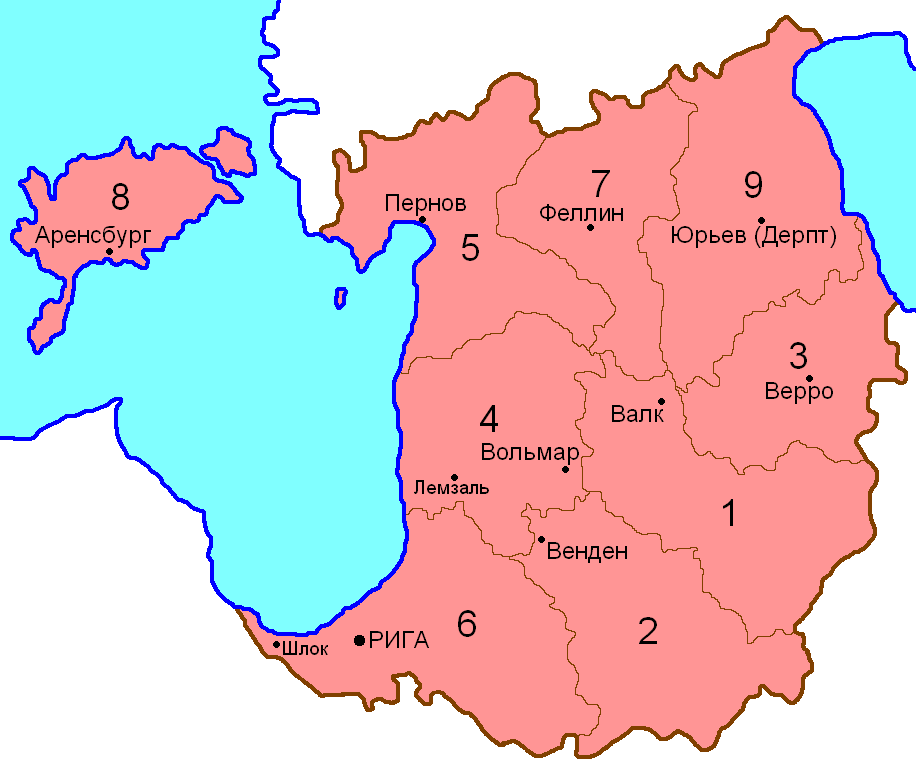
Венденський повіт (2) у складі Ліфляндської губернії Росії.

Ве́неденський пові́т (нім. Kreis Wenden, Wendensche Kreis; рос. Венденский уезд) — у 1561—1920 роках повіт у Лівонії, регіоні Ліфляндія. Адміністративний центр — Венден (сучасний Цесіс, Латвія). Входив до складу адміністративно-територіальних одиниць Лівонського герцогства (1561—1621), Швеції (1621—1721), Росії (1721—1918), Латвії (1918—1920).  Площа – 5283,86 км² (4953 верст²; площа озер — 72,32 км² (67,8 верст²)). 1920 року перейменований на латиський лад — Цесіський повіт і переформатований (1920—1949). У 1941—1944 роках, за німецької окупації, Цесіський повіт іменувався по-старому — Венденським повітом.

## Географія
Рельєф — височини покриті густим лісом, в західній частині пролягають Пебальгські висоти та плоскогір’я Аа (Гауйське плоскогір’я), що круто спускається до берега річки Аа. Середня висота над рівнем моря 244 – 274 м. Найвища точка- гора Гайзінг-Кальнс (313 м). Ґрунти суглинисті, місцями піщані. Найбільші річки – ліфляндська Аа (сучасна Гауя), Евст, Огер (притоки Західної Двіни). Має понад 300 озер; найбільші з яких – Аллукст, Інніс, Вейсе, Вессет (за прекрасні озерні краєвиди повіт отримав у ХІХ ст. прізвисько «Ліфляндська Швейцарія»). На південному сході Пебальгських висот – мохові й лугові болота. Основні природні ресурси – травертин, деревина (осика, ясен, дуб). Найбільші населені пункти – Венден, Роннебург.

## Історія
- 1561—1721:  Велике князівство Литовське, Лівонське герцогство, Венденський округ, Венденський повіт.
- 1569—1598:  Річ Посполита, Лівонське герцогство, Венденський округ, Венденський повіт.
- 1598—1620:  Річ Посполита, Лівонське герцогство, Венденське воєводство, Венденський повіт.
- 1620—1629:  Річ Посполита, Лівонське герцогство, Інфлянтське воєводство, Венденський повіт.
- 1629—1721:  Шведське королівство, домініон Лівонія.
- 1721—1726:  Російська імперія, Ризька губернія, Ліфляндська провінція.
- 1726—1783:  Російська імперія, Ризька губернія, Венденська провінція.
- 1783—1796:  Російська імперія, Ризьке намісництво, Венденський повіт.
- 1796—1917:  Російська імперія, Ліфляндська губернія, Венденський повіт.
- 1917—1920:  Російська республіка, Ліфляндська губернія, Венденський повіт.
- 1920—1940:  Латвійська республіка, Цесіський повіт.
- 1940—1941:  СРСР, Латвійська РСР, Цесіський повіт.
- 1941—1944:  Німецька імперія, райхскомісаріат Остланд, генеральна округа Латвія, Вольмарська округа, Венденський повіт.
- 1944—1949:  СРСР, Латвійська РСР, Цесіський повіт.

### Карти
Вендський повіт у складі різних адміністративних утворень

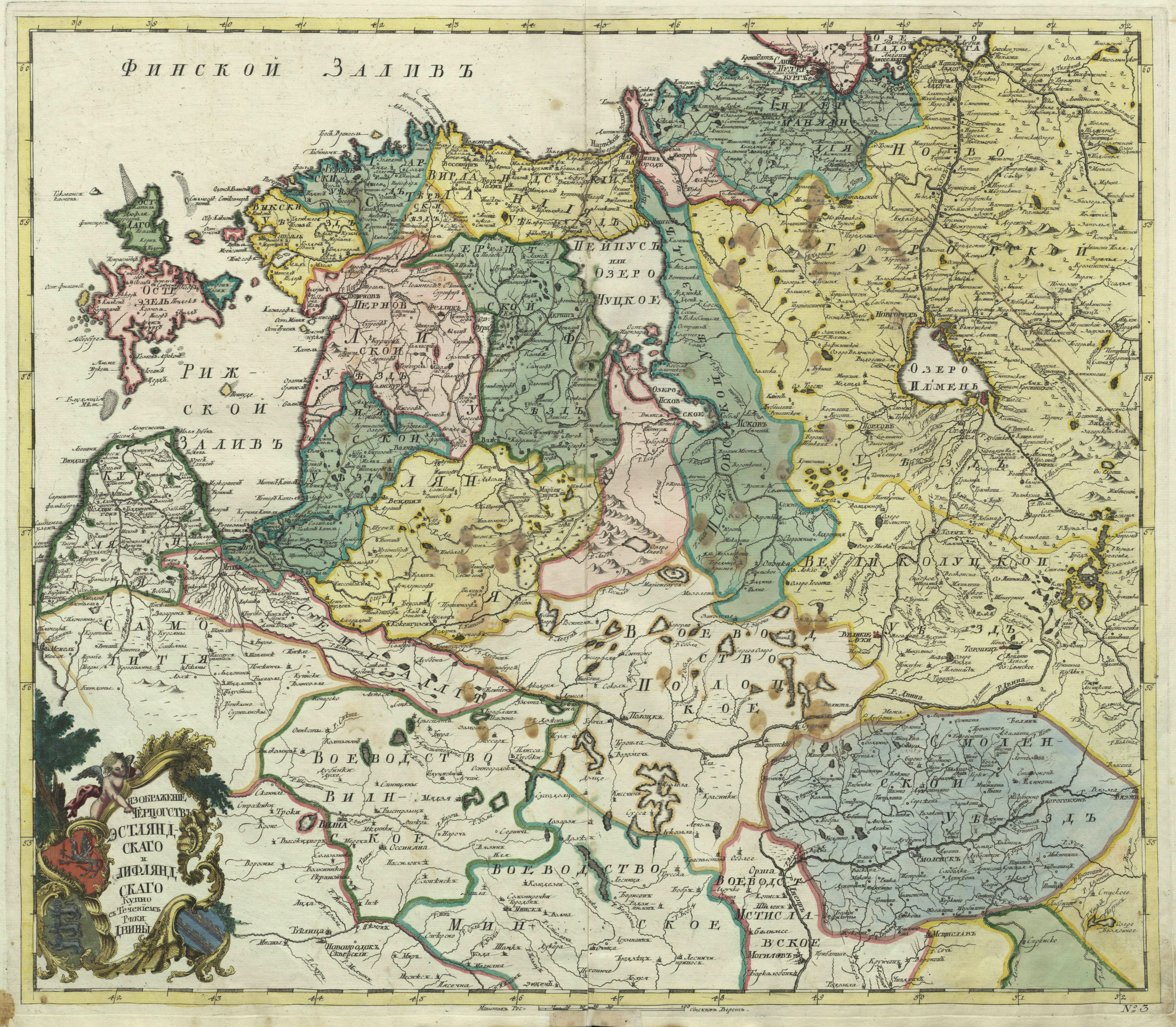
Ризька губернія (1745)
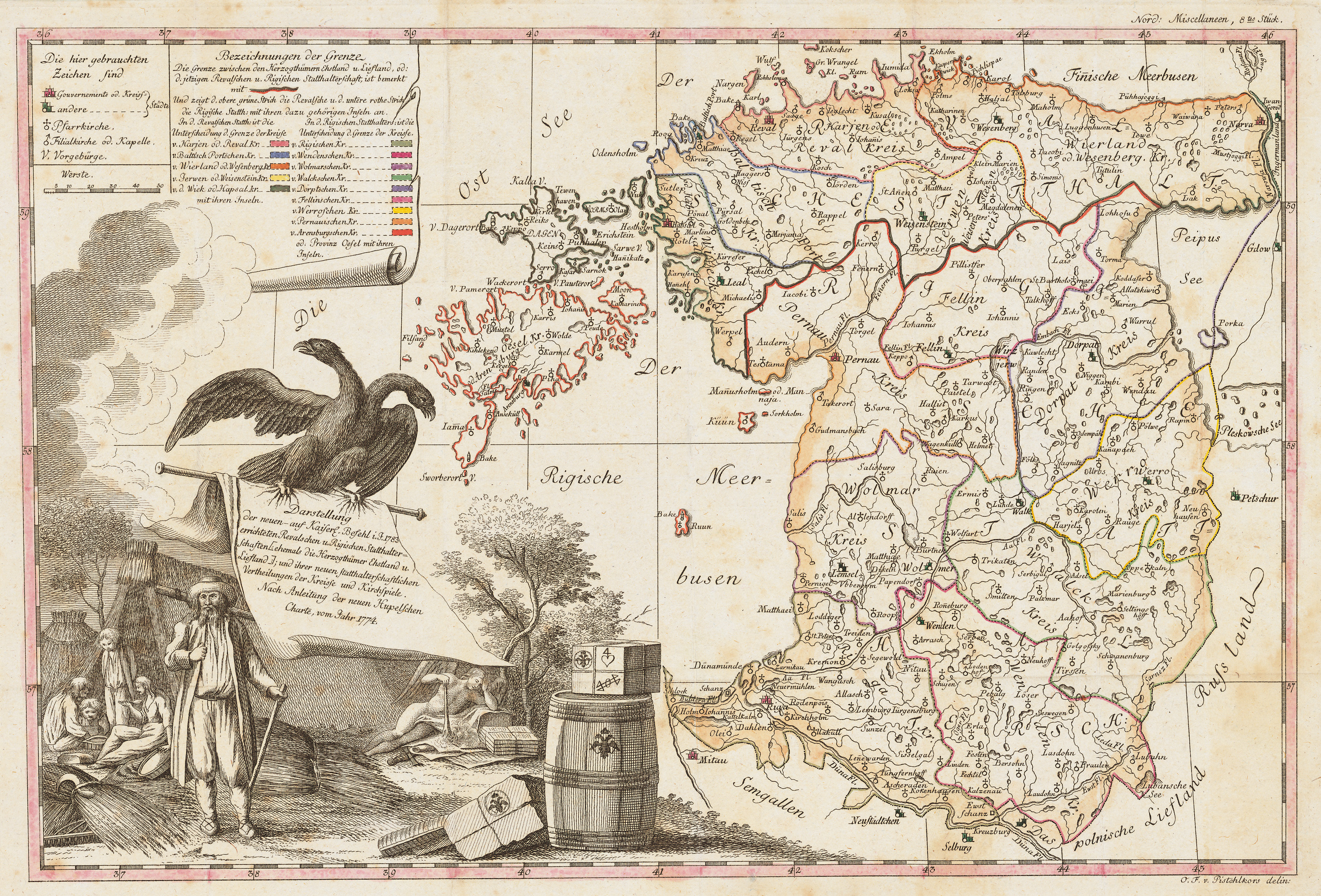
Ризьке намісництво (1783)
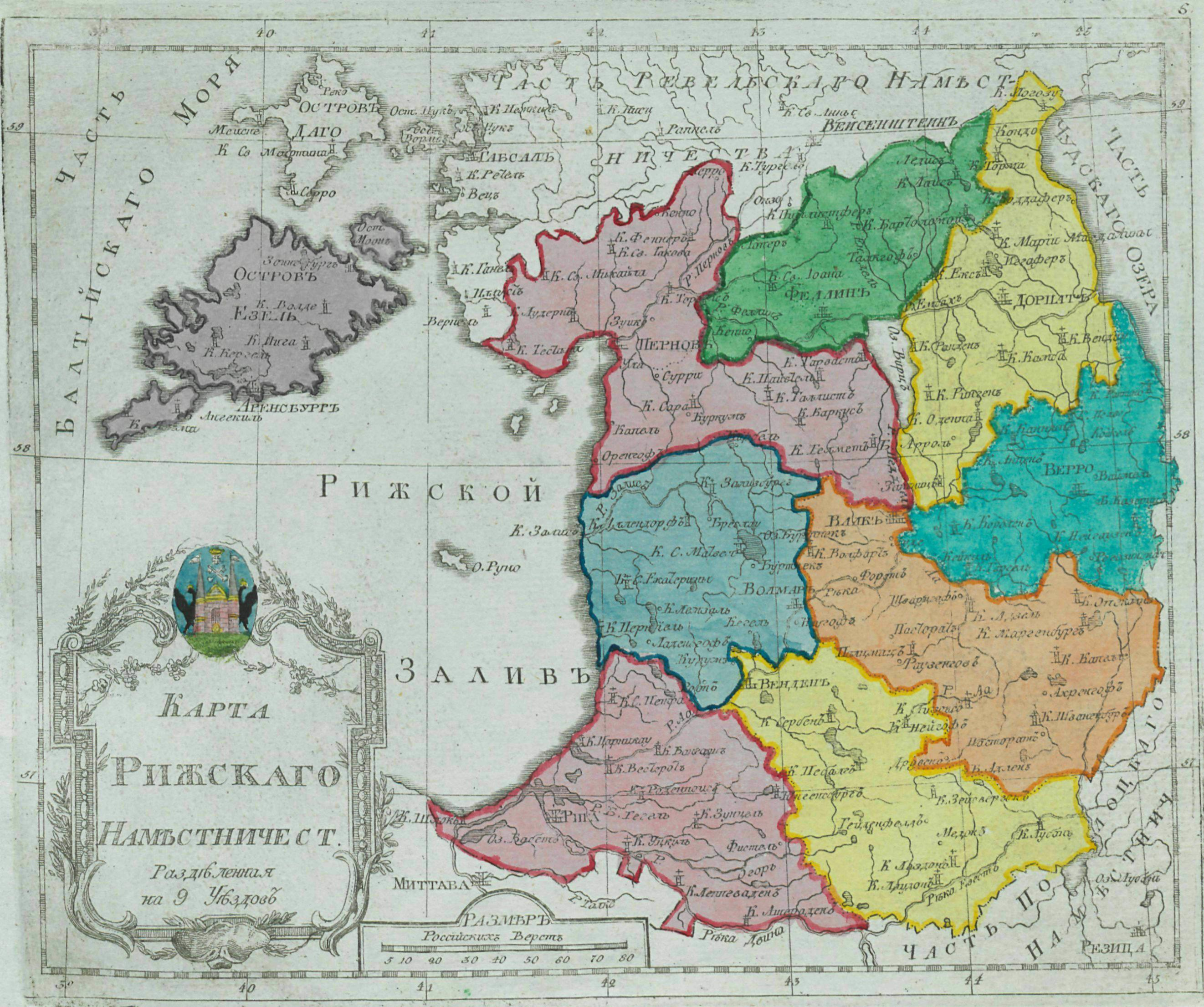
Ризьке намісництво (1792)
Ліфляндська губернія (ХІХ ст.)
Латвійська республіка (1940)
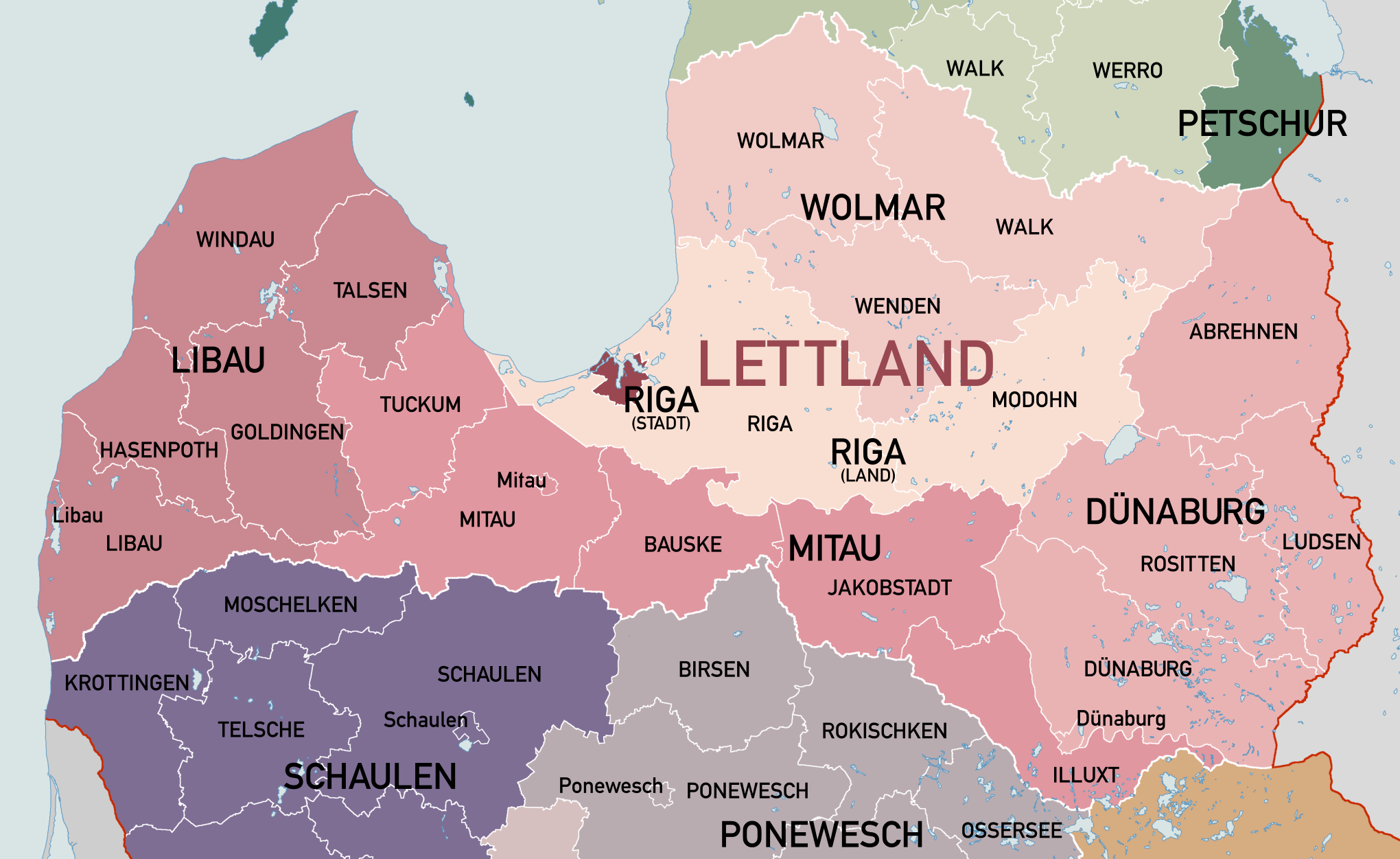
Генеральна округа Латвія (1941)

### Ліфляндська губернія
Розташовувався на південному сході Ліфляндської губернії. Межував із Вітебською губернією. Поділявся на 16 парафій і 108 волостей. Після поліцейської реформи складався з 3 поліцейських відділень. Після судової реформи мав 4 мирових і 3 слідчих відділення, 2 верхніх селянських суди, 2 комісарів у справах селян. Населення – переважно латиші (живуть хуторами, а не селами); німецька меншина представлена землевласниками і торговцями; є незначна кількість росіян та лівів. В 1890 році в повіті було зареєстровано 118 поміщицьких маєтків та 12 пасторатів; існувало понад 700 шинків і лише одна лікарня. Основою економіки було сільське господарство (хлібові культури, картопля).

## Населення
- 1860: 110 998 осіб; густота населення –  22,35 осіб/км[2].
- 1888 : 128 858 осіб (62084 чоловіки, 66774 жінки); густота населення –  25,74 осіб/км[2].
- 1897: 124 208 осіб[3]

| Мовний склад (1897) | Мовний склад (1897) | Мовний склад (1897) | Мовний склад (1897)                                                          |
| ------------------- | ------------------- | ------------------- | ---------------------------------------------------------------------------- |
| Національність      | Осіб                | %                   | · Латиші (94.35%) Німці (3.51%) Росіяни (1.04%) Євреї (0.59%) Поляки (0.16%) |
| Латиші              | 117 187             | 94.35               | · Латиші (94.35%) Німці (3.51%) Росіяни (1.04%) Євреї (0.59%) Поляки (0.16%) |
| Німці               | 4360                | 3.51                | · Латиші (94.35%) Німці (3.51%) Росіяни (1.04%) Євреї (0.59%) Поляки (0.16%) |
| Росіяни             | 1287                | 1.04                | · Латиші (94.35%) Німці (3.51%) Росіяни (1.04%) Євреї (0.59%) Поляки (0.16%) |
| Євреї               | 738                 | 0.59                | · Латиші (94.35%) Німці (3.51%) Росіяни (1.04%) Євреї (0.59%) Поляки (0.16%) |
| Поляки              | 196                 | 0.16                | · Латиші (94.35%) Німці (3.51%) Росіяни (1.04%) Євреї (0.59%) Поляки (0.16%) |
| Естонці             | 195                 | 0.16                | · Латиші (94.35%) Німці (3.51%) Росіяни (1.04%) Євреї (0.59%) Поляки (0.16%) |
| Цигани              | 177                 | 0.14                | · Латиші (94.35%) Німці (3.51%) Росіяни (1.04%) Євреї (0.59%) Поляки (0.16%) |
| Литовці             | 25                  | 0.02                | · Латиші (94.35%) Німці (3.51%) Росіяни (1.04%) Євреї (0.59%) Поляки (0.16%) |
| Українці            | 10                  | 0.01                | · Латиші (94.35%) Німці (3.51%) Росіяни (1.04%) Євреї (0.59%) Поляки (0.16%) |
| Французи            | 5                   | 0.00                | · Латиші (94.35%) Німці (3.51%) Росіяни (1.04%) Євреї (0.59%) Поляки (0.16%) |
| Шведи               | 2                   | 0.00                | · Латиші (94.35%) Німці (3.51%) Росіяни (1.04%) Євреї (0.59%) Поляки (0.16%) |
| Білоруси            | 1                   | 0.00                |                                                                              |
| Татари              | 1                   | 0.00                |                                                                              |
| Інші                | 24                  | 0.02                |                                                                              |
| Загалом             | 124 208             | 100                 |                                                                              |

## Релігія
- 1888: 20 лютеранських, 14 православних церков[2]

## Освіта
Станома на 1887 рік.
- 20 лютеранських парафіяльних шкіл, 100 лютеранських волосних і вотчинних шкіл (176 викладачів, 9578 учнів),
- 21 православна парафіяльна школа, 28 православних училищ (92 викладачів, 1584 учнів)
- 6454 учнів у приватних навчальних закладах